# Athanasiinae
 Athanasiinae  (Less.) Lindl. ex Pfeiff., 1872 è una sottotribù di piante angiosperme dicotiledoni della famiglia delle Asteraceae (sottofamiglia Asteroideae e tribù Anthemideae/clade Southern hemisphere grade).

## Etimologia
Il nome della sottotribù deriva dal suo genere tipo Athanasia L. il cui nome deriva dal greco antico e significa "senza morte, immortale"; un nome antico per la pianta Tanacetum.
Il nome scientifico della sottotribù è stato definito dal botanico Ludwig Karl Georg Pfeiffer (1805 - 1877) nella pubblicazione " Nomencl. Bot. 1(1):323" del 1872 .

## Descrizione

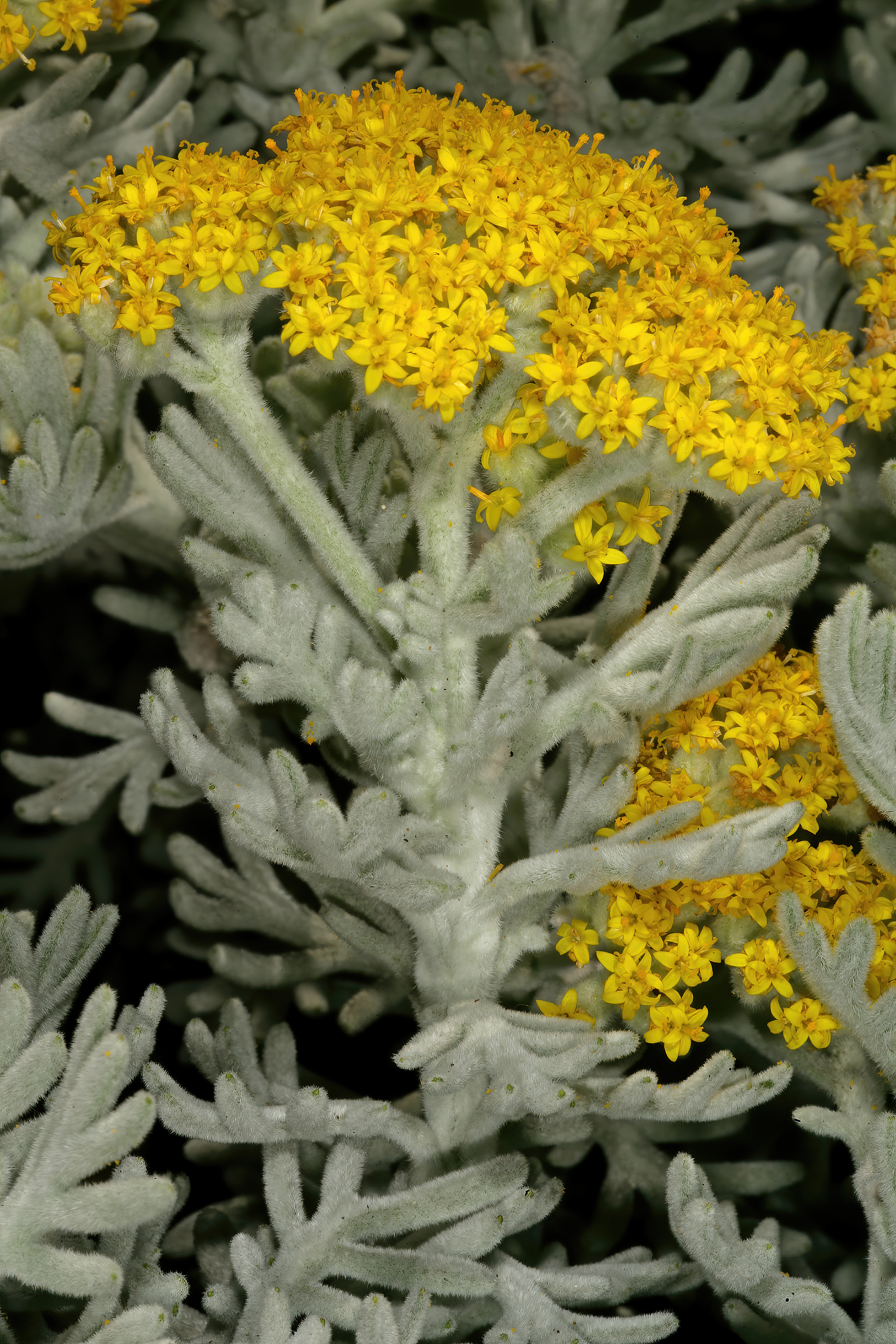
Il portamento
Hymenolepis speciosa

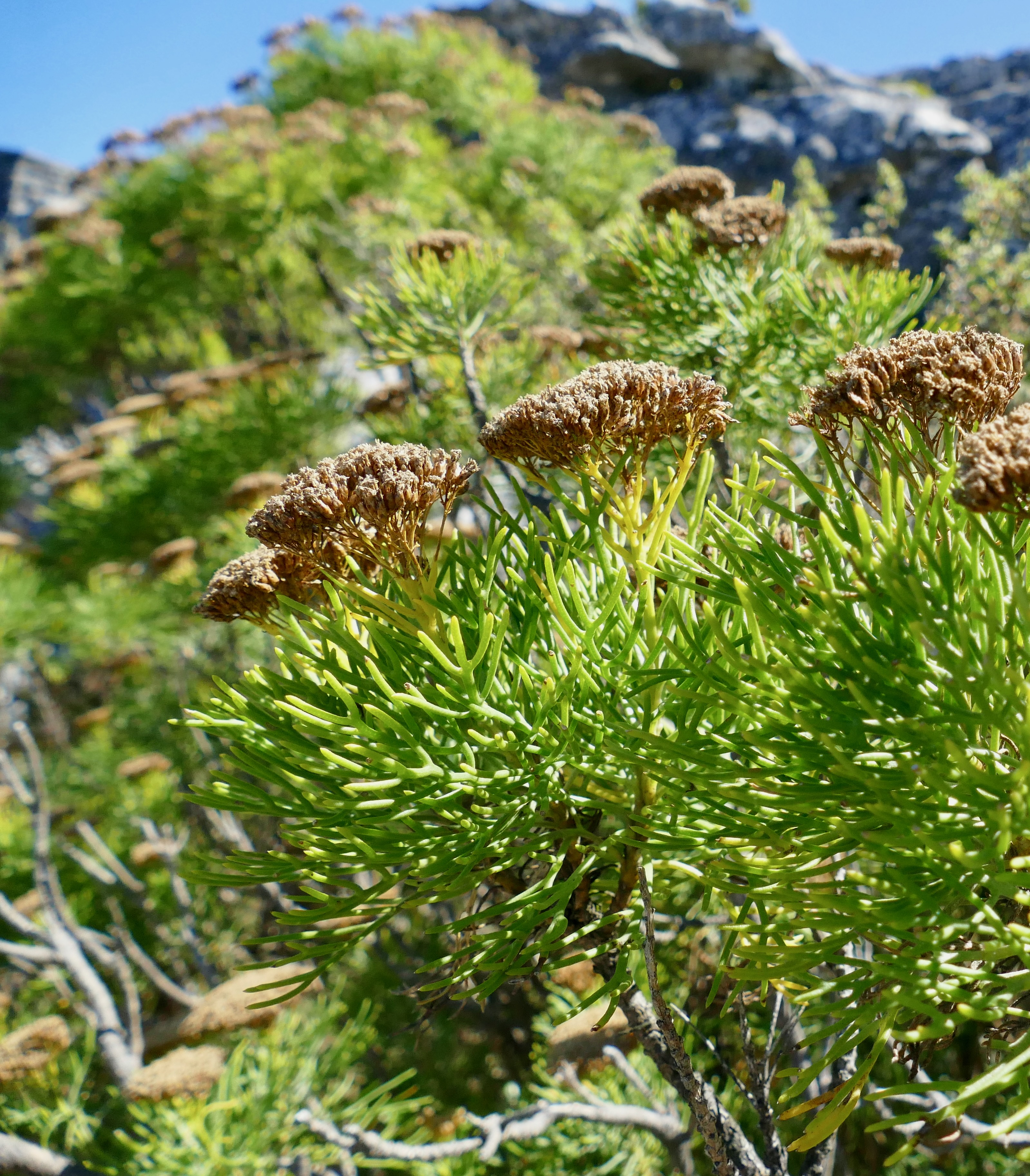
Le foglie
Hymenolepis crithmifolia

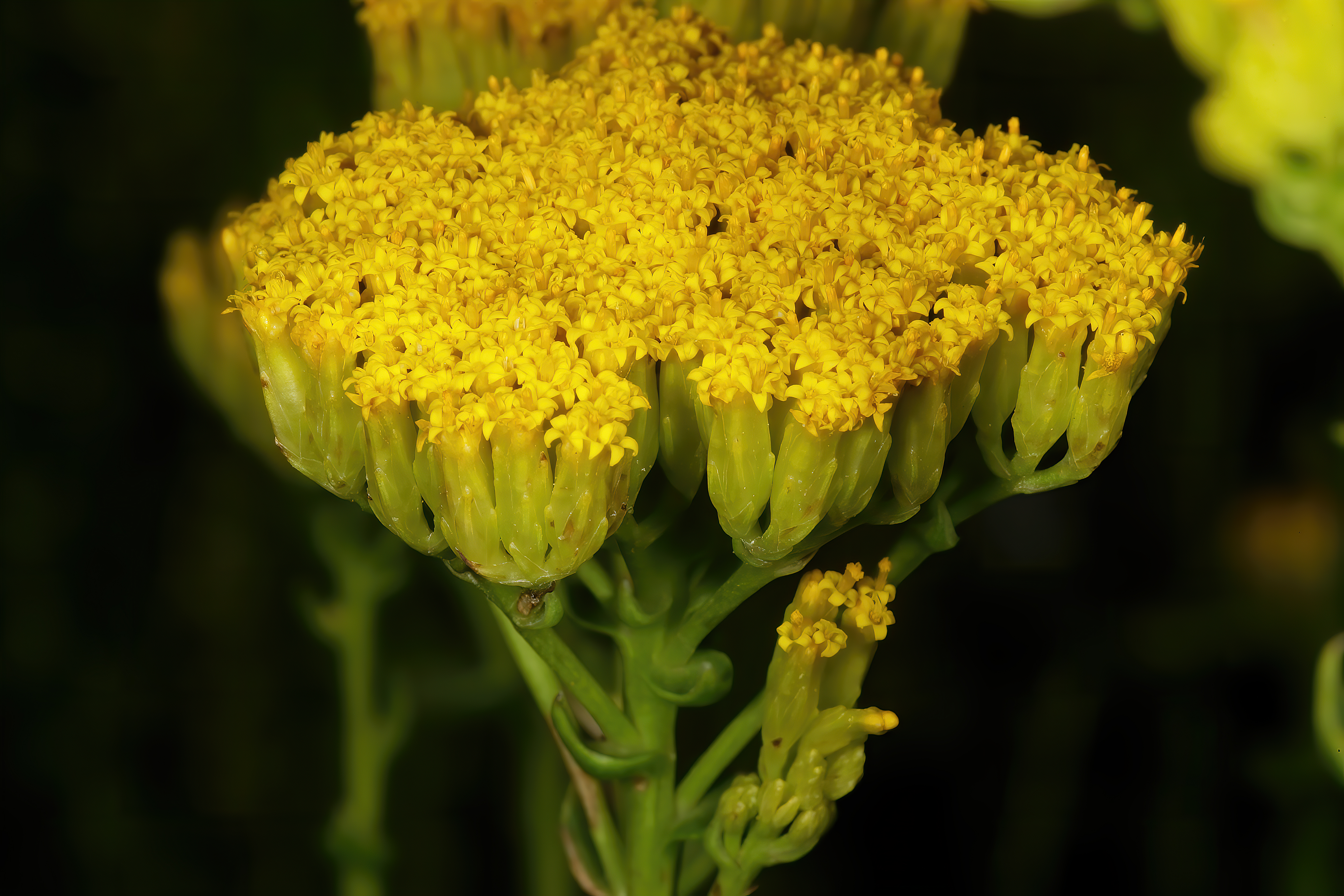
Infiorescenza
Athanasia dentata

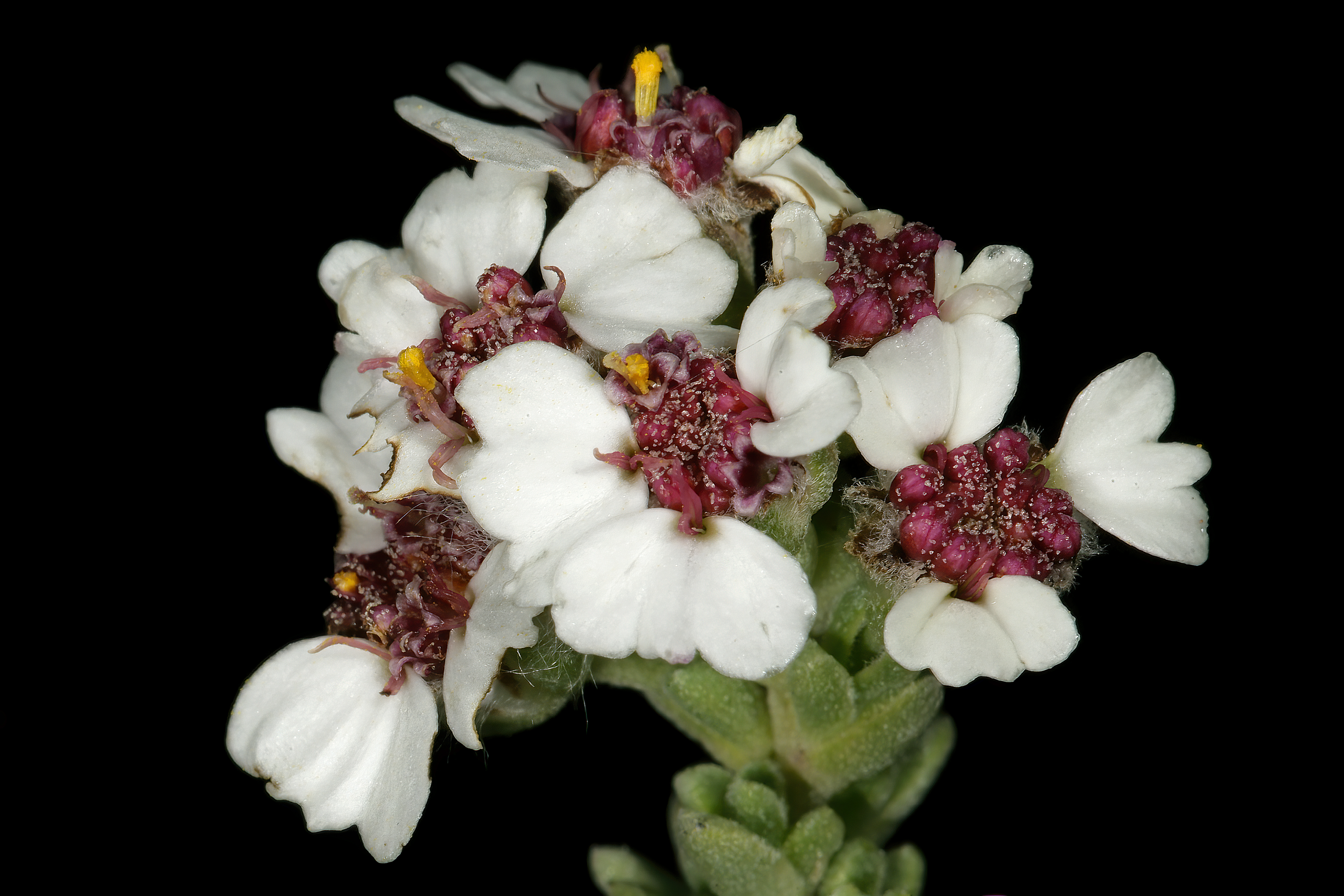
I fiori
Eriocephalus africanus

Portamento. Le piante di questa sottotribù sono prevalentemente arbustive (o eventualmente erbe annuali o perenni come i generi Adenoglossa e Lasiospermum). L'indumento può essere assente (come in Adenoglossa), oppure formato da peli basifissi e stellati.
Fusto. La parte aerea in genere è eretta, semplice o ramosa. 
Foglie. Le foglie lungo il caule possono essere disposte sia in modo alternato che opposto. La lamina è intera o pennatosetta (1 – 2 volte). La consistenza può essere succulenta (Adenoglossa).
Infiorescenza. Le sinflorescenze sono formate da capolini o solitari o raccolti in modo corimboso o racemoso. Le infiorescenze vere e proprie sono composte da un capolino terminale peduncolato di tipo radiato, disciforme o discoide, normalmente con fiori eterogami (raramente omogami). I capolini sono formati da un involucro, con forme emisferiche, talvolta obconiche, cilindriche o urceolate, composto da diverse brattee, al cui interno un ricettacolo fa da base ai fiori di due tipi: fiori del raggio e fiori del disco. Le brattee, piatte e a consistenza erbacea (scariose all'apice e con canali resinosi centrali), sono disposte in modo più o meno embricato su più serie (da 1 a 7). Il ricettacolo, piatto (o da emisferico a conico), è provvisto, oppure no, di pagliette avvolgenti la base dei fiori; all'esterno può essere densamente irsuto.
Fiori.  I fiori sono tetra-ciclici (formati cioè da 4 verticilli: calice – corolla – androceo – gineceo) e pentameri (calice e corolla formati da 5 elementi). Si distinguono in:
- fiori del raggio (esterni): sono femminili e sono disposti su una serie; la forma è ligulata (zigomorfa); a volte possono mancare o essere sterili;
- fiori del disco (centrali): sono più numerosi con forme brevemente tubulose (attinomorfe); sono ermafroditi (o funzionalmente maschili). In alcune specie (Adenoglossa decurrens) nei fiori del disco sono presenti delle forme intermedie: 2 piccoli lobi adassiali e 3 grandi lobi abassiali (si tratta quindi di una forma leggermente zigomorfa).

- Formula fiorale:

*/x K {\displaystyle \infty }, [C (5), A (5)], G 2 (infero), achenio
- Calice: i sepali del calice sono ridotti ad una coroncina di squame.

- Corolla: 
  - fiori del raggio: la forma della corolla alla base è più o meno tubulosa-imbutiforme, mentre all'apice è ligulata; la ligula può terminare con alcuni denti; il colore è bianco, giallo o rosso;
  - fiori del disco: la forma è tubulare bruscamente divaricata in 5 lobi; i lobi, patenti o eretti, hanno una forma deltata o più o meno lanceolata; il colore può essere giallo.

- Androceo: l'androceo è formato da 5 stami (alternati ai lobi della corolla) sorretti da filamenti generalmente liberi; gli stami sono connati e formano un manicotto circondante lo stilo. Le antere possono essere sia di tipo basifissa che mediofissa (ossia attaccate al filamento per la base – nel primo caso; oppure in un punto intermedio – nel secondo caso).[11] Questa caratteristica ha valore tassonomico in quanto distingue i generi gli uni dagli altri. Il tessuto endoteciale (rivestimento interno dell'antera) è quasi sempre polarizzato (con due superfici distinte: una verso l'esterno e una verso l'interno); fa eccezione il genere Eriocephalus. Il polline è sferico con un diametro medio di circa 25 micron;  è tricolporato (con tre aperture sia di tipo a fessura che tipo isodiametrica o poro) ed è echinato (con punte sporgenti).

- Gineceo: l'ovario è infero uniloculare formato da 2 carpelli. Lo stilo (il recettore del polline) è profondamente bifido (con due stigmi divergenti) e con le linee stigmatiche marginali separate o contigue. I due bracci dello stilo hanno una forma troncata e possono essere papillosi o ricoperti da ciuffi di peli.

Frutti. I frutti sono degli acheni con pappo (a volte il pappo può mancare);
- achenio: la forma degli acheni è cilindrica o obovoide (a volte sono compressi) privi di coste o con diverse coste (da 5 a 12); nei solchi tra le coste sono presenti dei canali di resina e vari fasci vascolari; in alcuni generi il frutto è polimorfo oppure è presente un certo dimorfismo tra gli acheni dei fiori ligulati e quelli tubulosi;
- pappo: normalmente il pappo è composto da squame o setole; in altri casi si può avere un corto orlo di squame laciniate oppure è assente del tutto.

### Struttura dell'involucro, della corolla e dell'achenio
| Genere       | Tipo capolino      | Numero serie brattee dell'involucro | Pagliette del ricettacolo | Numero coste (angoli) dell'achenio |
| ------------ | ------------------ | ----------------------------------- | ------------------------- | ---------------------------------- |
| Adenoglossa  | discoide           | 2 - 3                               | no                        | 2                                  |
| Athanasia    | discoide           | 2 - 5                               | si                        | 5 - 12                             |
| Eriocephalus | radiato/disciforme | 2                                   | si                        | 2 o 5                              |
| Hymenolepis  | discoide           | 3 - 4                               | si                        | 5 - 10                             |
| Lasiospermum | radiati/discoidi   | 2 - 4                               | si                        | 6                                  |
| Leucoptera   | radiati            | 2 - 3                               | no                        | 2                                  |

## Biologia
Impollinazione: l'impollinazione avviene tramite insetti (impollinazione entomogama tramite farfalle diurne e notturne).

Riproduzione: la fecondazione avviene fondamentalmente tramite l'impollinazione dei fiori (vedi sopra).

Dispersione: i semi (gli acheni) cadendo a terra sono successivamente dispersi soprattutto da insetti tipo formiche (disseminazione mirmecoria). In questo tipo di piante avviene anche un altro tipo di dispersione: zoocoria. Infatti gli uncini delle brattee dell'involucro (se presenti) si agganciano ai peli degli animali di passaggio disperdendo così anche su lunghe distanze i semi della pianta. Inoltre per merito del pappo (se presente) il vento può trasportare i semi anche a distanza di alcuni chilometri (disseminazione anemocora).

## Distribuzione e habitat
Le specie di questo gruppo sono distribuite quasi prevalentemente nell'Africa meridionale. Nella tabella sottostante sono indicate in dettaglio le distribuzioni relative ai vari generi della sottotribù. L'habitat varia da temperato a subtropicale a quasi desertico.

## Sistematica
La famiglia di appartenenza di questa voce (Asteraceae o Compositae, nomen conservandum) probabilmente originaria del Sud America, è la più numerosa del mondo vegetale, comprende oltre 23.000 specie distribuite su 1.535 generi, oppure 22.750 specie e 1.530 generi secondo altre fonti (una delle checklist più aggiornata elenca fino a 1.679 generi). La famiglia attualmente (2021) è divisa in 16 sottofamiglie; la sottofamiglia Asteroideae è una di queste e rappresenta l'evoluzione più recente di tutta la famiglia.

### Filogenesi
Il gruppo di questa voce è descritto nella tribù Anthemideae, una delle 21 tribù della sottofamiglia Asteroideae). Da un punto di vista filogenetico, la tribù Anthemideae fa parte del supergruppo (o sottofamiglia) "Asteroideae grade"; l'altro è il supergruppo "Non-Asteroideae" contenente il resto delle sottofamiglie delle Asteraceae. All'interno del supergruppo è vicina alle tribù Senecioneae, Calenduleae, Gnaphalieae e Astereae.
In base alle ultime ricerche nella tribù sono stati individuati (provvisoriamente) 4 principali lignaggi (o cladi): "Southern hemisphere grade", "Asian-southern African grade", "Eurasian grade" e "Mediterranean clade". La sottotribù di questa voce è compresa nel clade Southern hemisphere grade insieme alle sottotribù Cotulinae, Phymasperminae, Inulantherinae, Osmitopsidinae e Ursiniinae.
La costituzione di questa sottotribù è relativamente recente. Prima i suoi generi era suddivisi tra la sottotribù Matricariinae  (Adenoglossa,
Eriocephalus e  Leucoptera) e la sottotribù Ursiniinae (Athanasia, Hymenolepis e Lasiospermum). Tuttavia anche con questa nuova configurazione l'assemblaggio dei generi risulta problematico. Il genere Athanasia risulta essere parafiletico non soltanto all'interno della sottotribù, ma potrebbe essere legato anche ai generi della vicina sottotribù Phymasperminae risultando quindi ancor più parafiletico. Il cladogramma a lato (estratto dallo studio citato e semplificato) costruito sull'analisi molecolare di alcune specie della sottotribù propone una possibile configurazione filogenetica di questa sottotribù.
|  | \| \| Altre sottotribù \| \| \| \| \| \| Adenoglossa \| \| \| \| |
|  |                                                                  |
|  | Leucoptera                                                       |
|  |                                                                  |
|  | Altre sottotribù                                                 |
|  |                                                                  |
|  | Adenoglossa                                                      |
|  |                                                                  |

|  | Altre sottotribù |
|  |                  |
|  | Adenoglossa      |
|  |                  |

|  | \| \| Athanasia \| \| \| \| \| \| Hymenolepis \| \| \| \| |
|  |                                                           |
|  | Lasiospermum                                              |
|  |                                                           |
|  | Athanasia                                                 |
|  |                                                           |
|  | Hymenolepis                                               |
|  |                                                           |

|  | Athanasia   |
|  |             |
|  | Hymenolepis |
|  |             |

|  | \| \| Altre sottotribù \| \| \| \| \| \| Adenoglossa \| \| \| \| |
|  |                                                                  |
|  | Leucoptera                                                       |
|  |                                                                  |
|  | Altre sottotribù                                                 |
|  |                                                                  |
|  | Adenoglossa                                                      |
|  |                                                                  |

|  | Altre sottotribù |
|  |                  |
|  | Adenoglossa      |
|  |                  |

|  | \| \| Athanasia \| \| \| \| \| \| Hymenolepis \| \| \| \| |
|  |                                                           |
|  | Lasiospermum                                              |
|  |                                                           |
|  | Athanasia                                                 |
|  |                                                           |
|  | Hymenolepis                                               |
|  |                                                           |

|  | Athanasia   |
|  |             |
|  | Hymenolepis |
|  |             |

I caratteri distintivi delle specie di questa sottotribù sono:
- il ricettacolo, piatto (o da emisferico a conico), è provvisto, oppure no, di pagliette;
- Il tessuto endoteciale è quasi sempre polarizzato;
- l'indumento è formato da peli basifissi (o anche mediafissi);
- il numero cromosomico di base è x = 8.

Il numero cromosomico delle specie varia da 2n = 16 a 2n = 18. Sono presenti specie poliploidi (Athanasia e Eriocephalus).
Tempi di divergenza (milioni di anni - Ma) in base all'"orologio molecolare":
- 13 Ma: Lasiospermum e Leucoptera
- 11,5 Ma: Adenoglossa e Eriocephalus
- 10 Ma: Hymenolepis
- 9,5 Ma: Athanasia

### Composizione della sottotribù
La sottotribù comprende 6 generi e 94 specie.
| Genere                    | N. specie                                                | Distribuzione                                                            | Caratteri più significativi | Numeri cromosomici | Fiori |
| ------------------------- | -------------------------------------------------------- | ------------------------------------------------------------------------ | --- | ------------------ | ----- |
| Adenoglossa B.Nord., 1976 | Una specie: Adenoglossa decurrens (Hutch.) B.Nord., 1976 | Provincia del Capo (Africa meridionale)                                  | Il portamento di queste piante è erbaceo. - Gli acheni si presentano dorsoventralmente piatti. - Gli acheni sono ampiamente alati e le ali possiedono dei condotti resinosi.                                            |                    |       |
| Athanasia L., 1763        | 41                                                       | Africa meridionale (Province del Capo, KwaZulu-Natal, Lesotho e Namibia) | Le antere hanno un'appendice picale (un sacco di resina può essere presente). - L'apice degli acheni è arrotondato o sormontato da un piccolo anello.                                                                   | 2n = 16            |       |
| Eriocephalus L., 1753     | 36                                                       | Africa meridionale (Botswana, Province del Capo, Lesotho, Namibia)       | Le brattee dell'involucro sono disposte su due file disuguali: quelle esterne sono scariose con ampi margini, quelle interne sono connate intensamente villose. - Le pagliette del ricettacolo sono densamente villose. | 2n = 18 e 36       |       |
| Hymenolepis Cass., 1816   | 9                                                        | Provincia del Capo (Africa meridionale)                                  | Le antere hanno delle appendici apicali (prive di sacchi resinosi). - Gli acheni hanno una corona connata alla base di scaglie fimbriate.                                                                               |                    |       |
| Lasiospermum Lag., 1816   | 4                                                        | Africa meridionale e Medio oriente                                       | Le brattee dell'involucro sono embricate e subuguali. - Il pericarpo ha dei canali resinosi. - Gli acheni sono densamente villosi.                                                                                      | 2n = 18            |       |
| Leucoptera B.Nord, 1976   | 3                                                        | Provincia del Capo (Africa meridionale)                                  | Gli acheni sono dorsoventralmente piatti e alati lateralmente con due canali resinosi. - Il numero cromosomico è 2n = 18                                                                                                | 2n = 18            |       |

### Generi della flora spontanea italiana
Nella flora spontanea italiana sono presenti i seguenti generi di questo gruppo:
- Eriocephalus africanus L. - Eriocefalo africano.